# 20497 Mařenka
20497 Mařenka là một tiểu hành tinh vành đai chính với chu kỳ quỹ đạo là 2062.4556250 ngày (5.65 năm).
Nó được phát hiện ngày 4 tháng 9 năm 1999.